# Station Grudziądz
Station Grudziądz is een spoorwegstation in de Poolse plaats Grudziądz.